# هانو تيهينن
هانيو تيهينن (بالفنلندية: Hannu Tihinen) (مواليد 1 يوليو 1976 في كمينما) لاعب كرة قدم فنلندي دولي يجيد اللعب في خط الدفاع . يلعب حاليا لصالح نادي زيورخ السويسري منذ 2006 .

## روابط خارجية
- هانو تيهينن على موقع الاتحاد الدولي (مؤرشف)  (الإنجليزية)
- هانو تيهينن على موقع الاتحاد الأوربي (الإنجليزية)
- هانو تيهينن على موقع قاعدة بيانات كرة القدم.إي يو (الإنجليزية)
- هانو تيهينن على موقع ناشيونال فوتبول تيمز (الإنجليزية)
- هانو تيهينن على موقع Soccerbase.com (لاعب) (الإنجليزية)
- هانو تيهينن على موقع عالم كرة القدم.نت (الإنجليزية)